# Volleyball-DDR-Meisterschaft (Männer) 1980/81
Die DDR-Volleyballmeisterschaft der Männer wurde 1980/81 zum 30. Mal ausgetragen. Der SC Dynamo Berlin schaffte ungeschlagen den Titel-Hattrick, in dem er nach 1978 und 1979 die dritte Meisterschaft in Folge errang. Der Meisterschaftsbeginn wurde vorsorglich aufgrund der in Sofia stattfindenden Olympiaqualifikation und einer bei Teilnahme erforderlichen Vorbereitung auf das olympische Volleyball-Turnier 1980 in Moskau auf Ende Oktober gelegt. Durch den späten Beginn, fiel die endgültige Entscheidung über die Vergabe des Titels erst beim letzten Turnier Mitte Januar des Jahres 1981.

## Modus
Die vier Klubmannschaften (SC Dynamo Berlin, SC Traktor Schwerin, SC Leipzig und TSC Berlin) ermittelten in vier Turnieren den Meister. Bei den Turnieren spielte jeweils jeder gegen jeden.

## Ergebnisse

### 1. Turnier in Ost-Berlin (TSC)
Das 1. Turnier fand vom 3. Oktober bis 5. Oktober 1980 in der TSC-Halle in Ost-Berlin statt.
| Paarung               | Paarung | Paarung             | Ergebnis                               |
| --------------------- | ------- | ------------------- | -------------------------------------- |
| Freitag: 3. Oktober   |         |                     |                                        |
| TSC Berlin            | –       | SC Dynamo Berlin    | 0:3 – (6:15, 4:15, 5:15)               |
| SC Leipzig            | –       | SC Traktor Schwerin | 1:3 – (10:15, 9:15, 15:2, 8:15)        |
| Sonnabend: 4. Oktober |         |                     |                                        |
| SC Leipzig            | –       | SC Dynamo Berlin    | 0:3 – (5:15, 9:15, 9:15)               |
| TSC Berlin            | –       | SC Traktor Schwerin | 2:3 – (15:6, 15:13, 12:15, 6:15, 7:15) |
| Sonntag: 5. Oktober   |         |                     |                                        |
| SC Traktor Schwerin   | –       | SC Dynamo Berlin    | 0:3 – (11:15, 10:15, 7:15)             |
| TSC Berlin            | –       | SC Leipzig          | 1:3 – (15:9, 4:15, 12:15, 5:15)        |

### 2. Turnier in Schwerin
Das 2. Turnier fand vom 7. November bis 9. November 1980 in Schwerin statt.
| Paarung                | Paarung | Paarung          | Ergebnis                              |
| ---------------------- | ------- | ---------------- | ------------------------------------- |
| Freitag: 7. November   |         |                  |                                       |
| SC Traktor Schwerin    | –       | SC Leipzig       | 3:0 – (15:6, 15:11, 15:11)            |
| SC Dynamo Berlin       | –       | TSC Berlin       | 3:0 – (15:1, 15:11, 15:7)             |
| Sonnabend: 8. November |         |                  |                                       |
| SC Dynamo Berlin       | –       | SC Leipzig       | 3:2 – (10:15, 15:6, 9:15, 15:9, 15:2) |
| SC Traktor Schwerin    | –       | TSC Berlin       | 3:0 – (15:8, 15:11, 15:6)             |
| Sonntag: 9. November   |         |                  |                                       |
| TSC Berlin             | –       | SC Leipzig       | 3:2 – (9:15, 9:15, 16:14, 15:9, 15:8) |
| SC Traktor Schwerin    | –       | SC Dynamo Berlin | 1:3 – (3:15, 15:10, 10:15, 6:15)      |

### 3. Turnier in Leipzig
Das 3. Turnier fand vom 19. Dezember bis 21. Dezember 1980 in Leipzig statt.
| Paarung                 | Paarung | Paarung             | Ergebnis                                |
| ----------------------- | ------- | ------------------- | --------------------------------------- |
| Freitag: 19. Dezember   |         |                     |                                         |
| SC Leipzig              | –       | SC Traktor Schwerin | 1:3                                     |
| TSC Berlin              | –       | SC Dynamo Berlin    | 0:3                                     |
| Sonnabend: 20. Dezember |         |                     |                                         |
| TSC Berlin              | –       | SC Traktor Schwerin | 0:3                                     |
| SC Leipzig              | –       | SC Dynamo Berlin    | 0:3                                     |
| Sonntag: 21. Dezember   |         |                     |                                         |
| SC Dynamo Berlin        | –       | SC Traktor Schwerin | 3:2 – (15:6, 12:15, 12:15, 15:10, 15:7) |
| SC Leipzig              | –       | TSC Berlin          | 3:0 – (15:9, 15:7, 16:14)               |

### 4. Turnier in Ost-Berlin (Dynamo)
Das 4. Turnier fand vom 9. Januar bis 11. Januar 1981 in der Dynamo-Sporthalle im Sportforum Hohenschönhausen in Ost-Berlin statt.
| Paarung               | Paarung | Paarung             | Ergebnis                         |
| --------------------- | ------- | ------------------- | -------------------------------- |
| Freitag: 9. Januar    |         |                     |                                  |
| SC Dynamo Berlin      | –       | TSC Berlin          | 3:0 – (15:7, 15:6, 15:13)        |
| SC Traktor Schwerin   | –       | SC Leipzig          | 3:0                              |
| Sonnabend: 10. Januar |         |                     |                                  |
| SC Traktor Schwerin   | –       | TSC Berlin          | 3:1 – (15:6, 15:5, 7:15, 17:16)  |
| SC Dynamo Berlin      | –       | SC Leipzig          | 3:0 – (15:9, 15:10, 15:9)        |
| Sonntag: 11. Januar   |         |                     |                                  |
| SC Leipzig            | –       | TSC Berlin          | 3:1 – (9:15, 15:12, 15:9, 15:11) |
| SC Dynamo Berlin      | –       | SC Traktor Schwerin | 3:1 – (8:15, 15:9, 15:12, 15:13) |

## Abschlusstabelle
| Pl. | Verein                       | Verein               | S  | N  | Sätze | Punkte |
| --- | ---------------------------- | -------------------- | -- | -- | ----- | ------ |
| 1   | Logo vom SC Dynamo Berlin    | SC Dynamo Berlin (M) | 12 | –  | 36:60 | 24     |
| 2   | Logo vom SC Traktor Schwerin | SC Traktor Schwerin  | 8  | 4  | 28:17 | 20     |
| 3   | Logo vom SC Leipzig          | SC Leipzig           | 3  | 9  | 15:29 | 15     |
| 4   | Logo vom TSC Berlin          | TSC Berlin           | 1  | 11 | 08:35 | 13     |

(M) Vorjahresmeister